# San Michele di Serino
San Michele di Serino er en by i Campania, Italien med 2.414 (2023) indbyggere.